# بريناز (آن)
بريناز (بالفرنسية: Brénaz)‏ هي بلدية فرنسية تقع في إقليم الآن في فرنسا. رمز إنسي لها هو:1059. أما الرمز البريدي لها فهو: 1260.